# Kelvin O'Shea
Pas d'image ? Cliquez ici

a Compétitions nationales et continentales officielles uniquement.

b Matchs officiels uniquement.
Kelvin O'Shea, né le 13 juillet 1933 à Ayr (Australie) et mort le 22 janvier 2015 à Redland Bay (Australie), est un joueur et entraîneur australien de rugby à XIII évoluant au poste de deuxième ligne dans les années 1950 et 1960.

## Biographie
Issu de l'État du Queensland, il a effectué la majeure partie de sa carrière aux Magpies de Western Suburbs avec lesquels il atteint à trois reprises la finale du Championnat de Nouvelle-Galles du Sud en 1958, 1962  et 1963. Il connaît également des sélections avec l'équipe d'Australie disputant notamment deux éditions de Coupe du monde dont une remportée en 1957 où il y termine meilleur marqueur d'essais aux côtés d'Ian Moir et Michael Sullivan.

## Palmarès
- Collectif :
  - Vainqueur de la Coupe du monde : 1957 (Australie).
  - Finaliste du Championnat de Nouvelle-Galles du Sud : 1958[1], 1962[1]  et 1963 (Western Suburbs).
- Individuel :
  - Meilleur marqueur d'essais de la Coupe du monde : 1957 (Australie).